# عبد الله سالم باجهل
عبد الله سالم باجهل هو شاعر يمني. ولد عام 1938 في الحوطة عاصمة محافظة لحج. درس في كتاتيب ومدارس مدينته. عمل في مجال الإدارة الزراعية في لحج عام 1955. وبعدها انتقل للعمل في الجمارك ثم في إدارة العدل في لحج. ظهر شعره الغنائي في الخمسينيات ومطلع الستينيات. كان عضواً في اتحاد الأدباء والكتاب اليمنيين فرع لحج. اشتهر بسبب إدخاله آله العود إلى الأُغنية اللحجية.